# Чернохвостый гремучник
Чернохвостый гремучник (лат. Crotalus molossus) — вид ядовитых змей семейства гадюковых. 
Общая длина колеблется от 75 см до 107 см. Голова большая, широкая, плоская, почти треугольная. Глаза округлые, зрачки вертикальные. Морда закругленная. Туловище крепкое, толстое. Окраска тела часто зелёная, но может быть также жёлтого, желтовато-коричневого, оранжевого или коричневого цвета. Вдоль спины расположена серия ромбов, они могут быть неодинакового размера и слабо заметны. Хвост чёрный, на морде обычно присутствует чёрная «маска», хотя и не всегда.
Любит кустарники, полузасушливые, засушливые, малолесные участки. Активен ночью, только весной охотится днём. Питается мелкими млекопитающими, птицами, ящерицами.
Яд вызывает боль и тошноту, однако не смертелен. К тому же эта змея спокойного нрава, укусы крайне редки.
Живородящая змея. Самка рождает в выводке 312 детёнышей.
Продолжительность жизни до 20 лет.
Обитает на юге центральной части США и в центральной Мексике.
Подвиды
- C. m. estebanensis на острове San Esteban в Калифорнийском заливе. Типичным для этого подвида является сильно редуцированный погремок;
- C. m. molossus в американской части ареала и прилегающих районах Мексики;
- C. m. nigrescens в центральной Мексике и на острове Тибурон в Калифорнийском заливе;
- C. m. oaxacus в мексиканских штатах Оахака и Пуэбла.